# Calumma gastrotaenia
Espèce
Synonymes
- Chamaeleo gastrotaenia Boulenger, 1888
- Chamaeleo grandidieri Mocquard, 1900

Statut de conservation UICN

 LC  : Préoccupation mineure
Statut CITES
Calumma gastrotaenia est une espèce de sauriens de la famille des Chamaeleonidae.

## Répartition
Cette espèce est endémique de Madagascar.

## Publication originale
- Boulenger, 1888 : Descriptions of new Reptiles and Batrachians from Madagascar. Annals and Magazine of Natural History, ser. 6, vol. 1, n. 6, p. 101-107 (texte intégral).